# Ursus arctos nelsoni
Ursul grizzly mexican (Ursus arctos horribilis, anterior Ursus arctos nelsoni) este o populație dispărută de urs grizzly din sud-vestul Statelor Unite⁠(d) și Mexic.
Exemplarul desemnat ulterior drept holotipul lui U. a. nelsoni a fost împușcat de H.A. Cluff la Colonia Garcia, Chihuahua, în 1899. Ursul grizzly din California, specie dispărută, se întindea ușor spre sud, până în Baja California. Urșii din Durango, Chihuahua, Sonora și centrul Mexicului erau probabil mai înrudiți cu urșii din Arizona, New Mexico și Texas decât cu cei din California.